# Așchileu
Așchileu est une commune de Transylvanie, en Roumanie, dans le județ de Cluj. Elle est composée des villages Așchileu Mare, Așchileu Mic, Cristorel, Dorna, Fodora.